# Шарфюрер

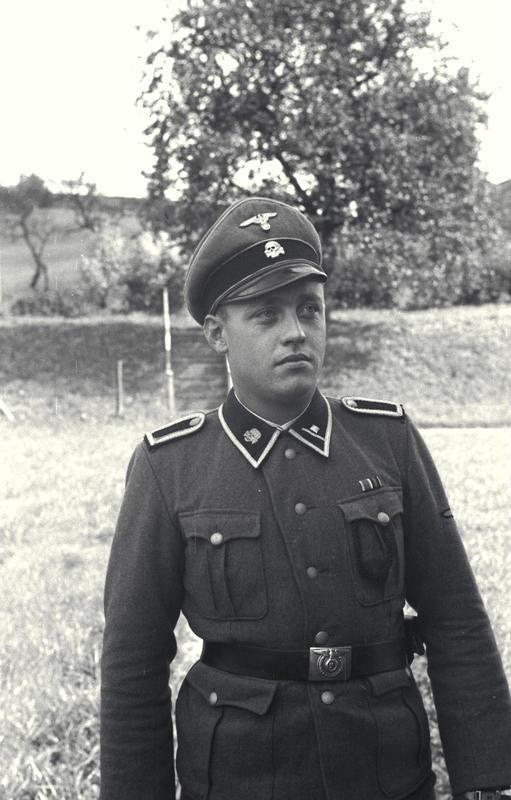
CC-Шарфюрер

СС-Шарфю́рер (нім. SS-Scharführer) — військове звання СС (нім. Schutzstaffel) та СА (нім. Sturmabteilung), яке існувало з 1925 по 1945. Відповідало званню унтер-фельдфебель у Вермахті.
Використання звання шарфюрер можна прослідкувати з часів Першої світової війни, коли шарфюрером часто називали унтер-офіцера, який командував штурмовою групою під час проведення спеціальних операцій. Як посаду було використано в СА вперше в 1921 році, а званням стало в 1928. Звання шарфюрер було першим унтер-офіцерським званням в СА.
У 1930 році для старших шарфюреров було введене нове звання обершарфюрер СА. Знаки розрізнення шарфюрера СС були спочатку такими ж, як в СА, але були змінені в 1934 при реорганізації структури звань СС, що послідкувала за Ніччю довгих ножів. При цьому старе звання шарфюрер СС стало називатися унтершарфюрер СС, а шарфюрер СС став відповідати званню обершарфюрер СА. Звання труппфюрер СС було замінене на обершарфюрер СС і новому званні гауптшарфюрер СС.
Знаки розрізнення CC Обершарфюрера Ваффен-СС

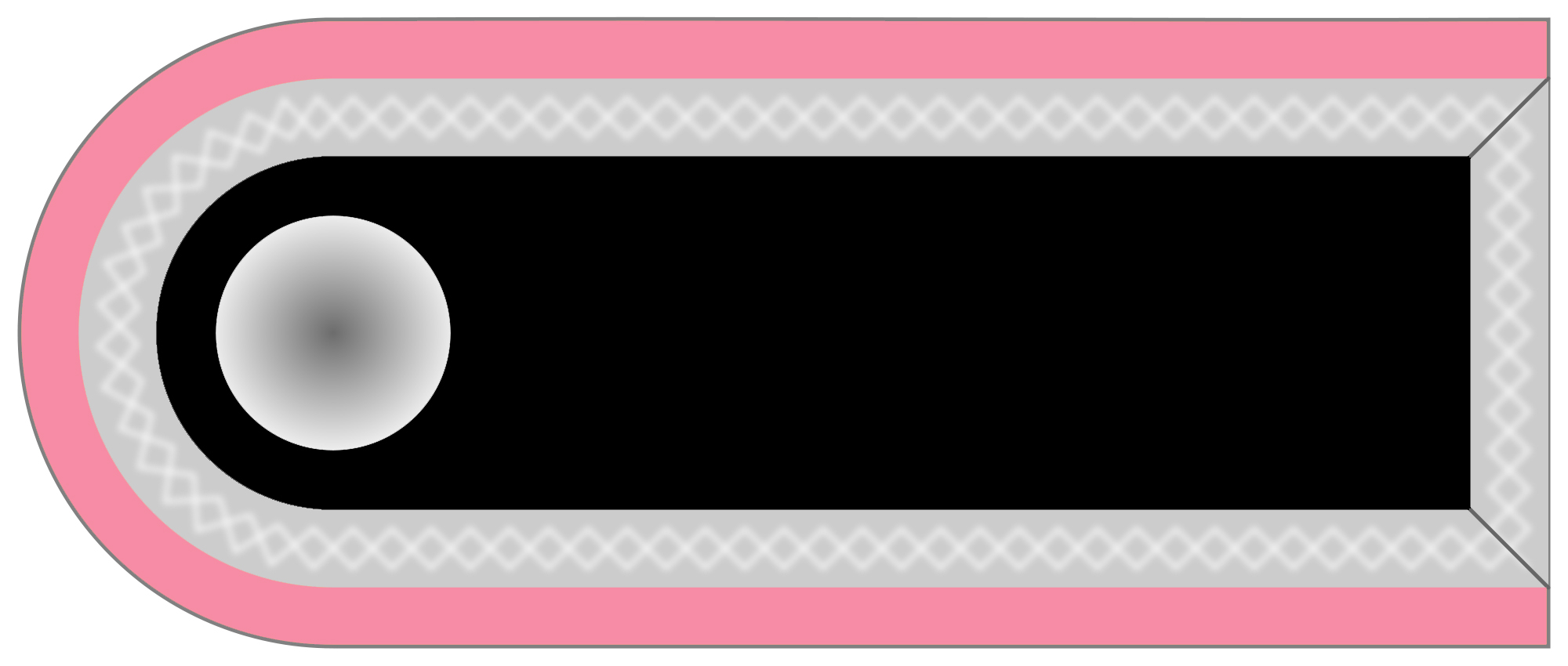
Погон
Петлиця шарфюрера Загальних військ СС з 1934 до 1940
Петлиця шарфюрера з 1940 до 1945
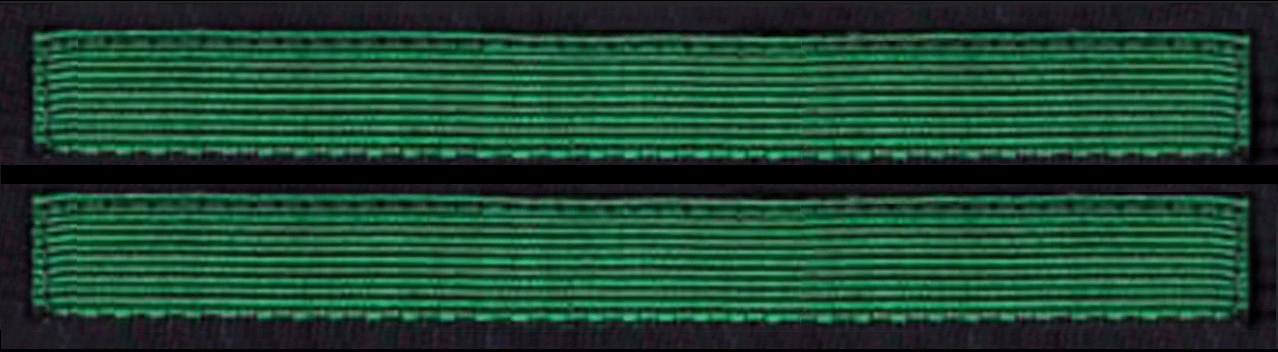
Маскувальний костюм

У Ваффен-СС було введено ще вище звання — штурмшарфюрер СС.